# Julia Marcell
Julia Marcell, née Julia Górniewicz en 1982 à Olsztyn, est une chanteuse, compositrice et pianiste polonaise.

## Biographie
Originaire de Pologne, Julia Górniewicz grandit à Olsztyn. Son père, le pédagogue polonais Józef Górniewicz, a été le doyen de l'Université de Varmie et Mazurie d'Olsztyn de 2008 à 2012. Dès l'âge de quatorze ans, elle commence le piano et l'écriture de chansons. En 2007, elle produit et édite un premier EP nommé Storm. Elle vit et travaille à Berlin.

## Carrière musicale
En octobre 2007, grâce à l'aide financière de son public, Julia Marcell réunit la somme de 50 000 dollars américains pour enregistrer son premier album studio. L'album It Might Like You est publié en Allemagne en 2009. Pour ce projet musical, Julia Marcell s'entoure du producteur Moses Schneider, qui a déjà travaillé avec des groupes tels que Turbostaat, Beatsteaks, Kreator et Tocotronic.
Le 3 octobre 2011, la musicienne sort son second album June chez Mystic Production. Pour ces nouvelles compositions, elle élargit son spectre musical avec l'ajout d'instruments électroniques. En juin de la même année, elle est lauréate du prix Paszport Polityki, dans la catégorie musique populaire. En 2012, June obtient le prix du meilleur album de musique alternative lors des Fryderyk.

Son troisième album studio, Sentiments, sort le 6 octobre 2014. Essentiellement composé à la guitare, le projet montre une facette plus douce et mélancolique de l'artiste. En mars 2016, c'est au tour du projet Proxy, d'être édité sur le label Mystic Production, marquant un retour à des mélodies plus proches de la pop et du rock. 

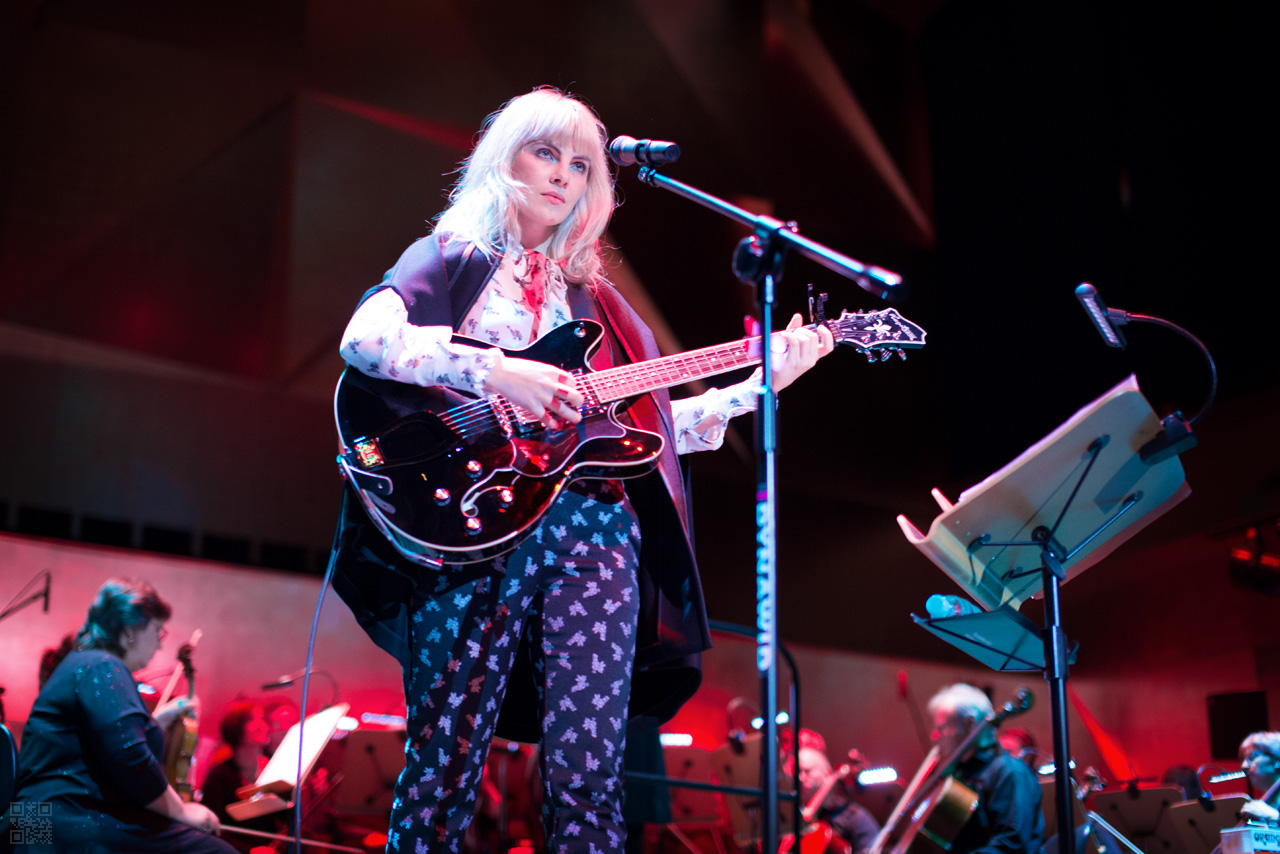
Concert de Julia Marcell avec la participation de l'Orchestre Philharmonique de Szczecin, sous la direction d'Adam Bars, octobre 2015.

Sur scène la musicienne se produit en trio, accompagnée des musiciennes Anna Mandy Prokopczuk et Gosia Dryjańska. Julia Marcell est considérée comme l'une des plus grandes stars de la jeune génération en Pologne aux côtés de Monika Brodka et Mela Koteluk.

## Collaborations
En 2008, Julia Marcell est présente sur l'album To the Bottom of the Sea de l'artiste cubain Voltaire, sur lequel elle interprète en duo le titre This Sea. Une reprise de son morceau Accordion Player est également enregistrée par le musicien. En 2013, elle collabore avec le metteur en scène Krzysztof Garbaczewski en apportant la musique à ses adaptations scéniques de Kamienne niebo zamiast gwiazd de Marcin Cecko et de Kronos de Witold Gombrowicz,,.
Une nouvelle collaboration avec Voltaire voit le jour en 2014. La musicienne réalise des voix supplémentaires pour le titre The Devil and Mr. Jones, extrait de l'album Raised by Bats. La même année, elle compose la bande originale du film Jak całkowicie zniknąć du réalisateur polonais Przemysław Wojcieszek.

## Discographie
- 2007 : Storm (EP)
- 2009 : It Might Like You, Galapagos Music, Sellaband
- 2011 : June, Mystic Production, Haldern
- 2014 : Sentiments, Mystic Production
- 2016 : Proxy, Mystic Production
- 2020 : Skull Echo, Mystic Production

## Distinctions
- 2011 : Prix Grzegorz Ciechowski, reconnaissance artistique de la ville de Toruń
- 2011 : Prix Paszport Polityki
- 2012 : June, album de musique alternative de l'année, Fryderyk